# Judo-Weltmeisterschaften 2018
Die 32. Judo-Weltmeisterschaften fanden vom 20. bis zum 27. September 2018 in der aserbaidschanischen Hauptstadt Baku statt. Austragungsort war die 5000 Zuschauer fassende Nationale Gymnastik-Arena.

## Ergebnisse

### Männer
| Gewichtsklasse | Gold                    | Silber               | Bronze                       |
| -------------- | ----------------------- | -------------------- | ---------------------------- |
| - 60 kg        | Naohisa Takato          | Robert Mschwidobadse | Ryūju Nagayama               |
| - 60 kg        | Naohisa Takato          | Robert Mschwidobadse | Amiran Papinaschwili         |
| - 66 kg        | Hifumi Abe              | Jerlan Sericzhanow   | An Ba-ul                     |
| - 66 kg        | Hifumi Abe              | Jerlan Sericzhanow   | Heorhij Santaraja            |
| - 73 kg        | An Chang-rim            | Soichi Hashimoto     | Mohammad Mohammadi           |
| - 73 kg        | An Chang-rim            | Soichi Hashimoto     | Hidayət Heydərov             |
| - 81 kg        | Saeid Mollaei           | Sōtarō Fujiwara      | Vedat Albayrak               |
| - 81 kg        | Saeid Mollaei           | Sōtarō Fujiwara      | Alexander Wieczerzak         |
| - 90 kg        | Nikoloz Sherazadishvili | Iván Felipe Silva    | Kenta Nagasawa               |
| - 90 kg        | Nikoloz Sherazadishvili | Iván Felipe Silva    | Axel Clerget                 |
| - 100 kg       | Cho Gu-ham              | Warlam Liparteliani  | Lchagwasürengiin Otgonbaatar |
| - 100 kg       | Cho Gu-ham              | Warlam Liparteliani  | Nijas Iljassow               |
| + 100 kg       | Guram Tushishvili       | Ushangi Kokauri      | Hisayoshi Harasawa           |
| + 100 kg       | Guram Tushishvili       | Ushangi Kokauri      | Öldsiibajaryn Düürenbajar    |

### Frauen
| Gewichtsklasse | Gold                | Silber              | Bronze                    |
| -------------- | ------------------- | ------------------- | ------------------------- |
| - 48 kg        | Darja Bilodid       | Funa Tonaki         | Paula Pareto              |
| - 48 kg        | Darja Bilodid       | Funa Tonaki         | Galbadrakhyn Otgontsetseg |
| - 52 kg        | Uta Abe             | Ai Shishime         | Érika Miranda             |
| - 52 kg        | Uta Abe             | Ai Shishime         | Amandine Buchard          |
| - 57 kg        | Tsukasa Yoshida     | Nekoda Smythe-Davis | Christa Deguchi           |
| - 57 kg        | Tsukasa Yoshida     | Nekoda Smythe-Davis | Dordschsürengiin Sumjaa   |
| - 63 kg        | Clarisse Agbegnenou | Miku Tashiro        | Juul Franssen             |
| - 63 kg        | Clarisse Agbegnenou | Miku Tashiro        | Tina Trstenjak            |
| - 70 kg        | Chizuru Arai        | Marie-Ève Gahié     | Yuri Alvear               |
| - 70 kg        | Chizuru Arai        | Marie-Ève Gahié     | Yōko Ōno                  |
| - 78 kg        | Shori Hamada        | Guusje Steenhuis    | Alexandra Babinzewa       |
| - 78 kg        | Shori Hamada        | Guusje Steenhuis    | Marhinde Verkerk          |
| + 78 kg        | Sarah Asahina       | Idalys Ortíz        | Larisa Cerić              |
| + 78 kg        | Sarah Asahina       | Idalys Ortíz        | Kayra Sayit               |

### Teamwettbewerb Mixed
| Gewichtsklasse | Gold  | Silber     | Bronze   |
| -------------- | ----- | ---------- | -------- |
| Mannschaft     | Japan | Frankreich | Südkorea |
| Mannschaft     | Japan | Frankreich | Russland |

## Zeitplan
(alle Zeiten UTC+4)
| Datum         | Startzeit | Wettbewerb     |
| ------------- | --------- | -------------- |
| 20. September | 10:00     | Männer −60 kg  |
| 20. September | 10:00     | Frauen −48 kg  |
| 21. September | 10:00     | Männer −66 kg  |
| 21. September | 10:00     | Frauen −52 kg  |
| 22. September | 10:00     | Männer −73 kg  |
| 22. September | 10:00     | Frauen −57 kg  |
| 23. September | 10:00     | Männer −81 kg  |
| 23. September | 10:00     | Frauen −63 kg  |
| 24. September | 10:00     | Männer −90 kg  |
| 24. September | 10:00     | Frauen −70 kg  |
| 25. September | 10:00     | Männer −100 kg |
| 25. September | 10:00     | Frauen −78 kg  |
| 26. September | 10:00     | Männer +100 kg |
| 26. September | 10:00     | Frauen +78 kg  |
| 27. September | 10:00     | Mixed-Team     |